# Фехтование на летних Олимпийских играх 1968

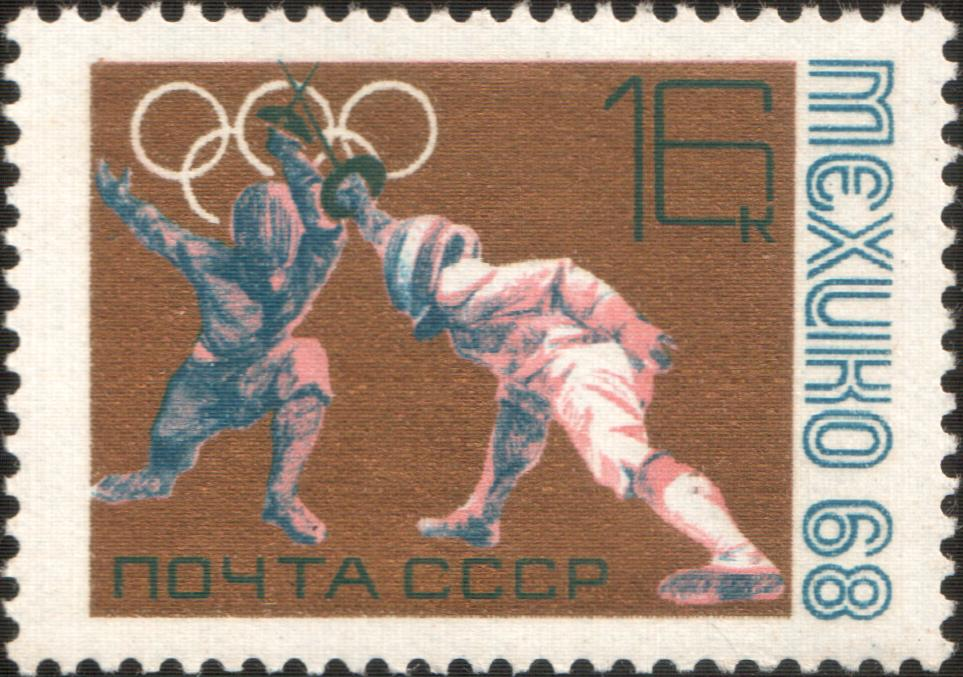
Марка СССР: Фехтование на рапирах. Серия: XIX Летние Олимпийские игры в Мехико, Мексика (12—27/X)

Соревнования по фехтованию на летних Олимпийских играх 1968 года проводились среди мужчин и женщин. Мужчины соревновались на шпагах, рапирах и саблях (в личном и командном первенстве), женщины — только на рапирах.

## Общий медальный зачёт
| Место | Страна  | Золото | Серебро | Бронза | Всего |
| ----- | ------- | ------ | ------- | ------ | ----- |
| 1     | СССР    | 3      | 4       | 0      | 7     |
| 2     | Венгрия | 2      | 2       | 3      | 7     |
| 3     | Польша  | 1      | 0       | 2      | 3     |
| 4     | Франция | 1      | 0       | 1      | 2     |
| 4     | Румыния | 1      | 0       | 1      | 2     |
| 6     | Италия  | 0      | 1       | 1      | 2     |
| 7     | Мексика | 0      | 1       | 0      | 1     |

## Медалисты

### Мужчины
| Дисциплина                  | Золото                                                                                     | Серебро                                                                                             | Бронза                                                                                            |
| --------------------------- | ------------------------------------------------------------------------------------------ | --------------------------------------------------------------------------------------------------- | ------------------------------------------------------------------------------------------------- |
| Шпага Личное первенство     | Дьёзё Кульчар Венгрия                                                                      | Григорий Крисс СССР                                                                                 | Джанлуиджи Саккаро Италия                                                                         |
| Шпага Командное первенство  | Венгрия · Чаба Феньвеши · Золтан Немере · Пал Шмитт · Дьёзё Кульчар · Пал Надь             | СССР · Григорий Крисс · Иосиф Витебский · Алексей Никанчиков · Юрий Смоляков · Виктор Модзолевский  | Польша · Бохдан Анджеевский · Михал Буткевич · Бохдан Гонсёр · Хенрик Нелаба · Казимеж Барбурский |
| Рапира Личное первенство    | Йонел Дрымбэ Румыния                                                                       | Йенё Камути Венгрия                                                                                 | Даниэль Ревеню Франция                                                                            |
| Рапира Командное первенство | Франция · Даниэль Ревеню · Жиль Беролатти · Кристиан Ноэль · Жан-Клод Маньян · Жак Димон   | СССР · Герман Свешников · Юрий Шаров · Василий Станкович · Виктор Путятин · Юрий Сисикин            | Польша · Витольд Войда · Збигнев Скрудлик · Рышард Парульский · Эгон Франке · Адам Лисевский      |
| Сабля Личное первенство     | Ежи Павловский Польша                                                                      | Марк Ракита СССР                                                                                    | Тибор Пежа Венгрия                                                                                |
| Сабля Командное первенство  | СССР · Владимир Назлымов · Виктор Сидяк · Эдуард Винокуров · Марк Ракита · Умяр Мавлиханов | Италия · Владимиро Каларезе · Микеле Маффей · Чезаре Сальвадори · Пьерлуиджи Кикка · Роландо Риголи | Венгрия · Тамаш Ковач · Янош Кальмар · Петер Баконьи · Миклош Месена · Тибор Пежа                 |

### Женщины
| Дисциплина                  | Золото                                                                                             | Серебро                                                                                                   | Бронза |
| --------------------------- | -------------------------------------------------------------------------------------------------- | --- | --- |
| Рапира Личное первенство    | Елена Белова СССР                                                                                  | Мария дель Пилар Рольдан Мексика                                                                          | Ильдико Уйлаки-Рейтё Венгрия                                                                                   |
| Рапира Командное первенство | СССР · Александра Забелина · Татьяна Самусенко · Елена Белова · Галина Горохова · Светлана Чиркова | Венгрия · Лидия Дёмёльки · Ильдико Фаркашински-Бобиш · Ильдико Уйлаки-Рейтё · Мария Гулачи · Паула Мароши | Румыния · Екатерина Шталь-Енчик · Иляна Дюлай-Дрымбэ · Мария Викол · Ольга Сабо-Орбан · Ана Дершидан-Эне-Паску |